# Kościół Chrześcijański „Jezus Żyje”

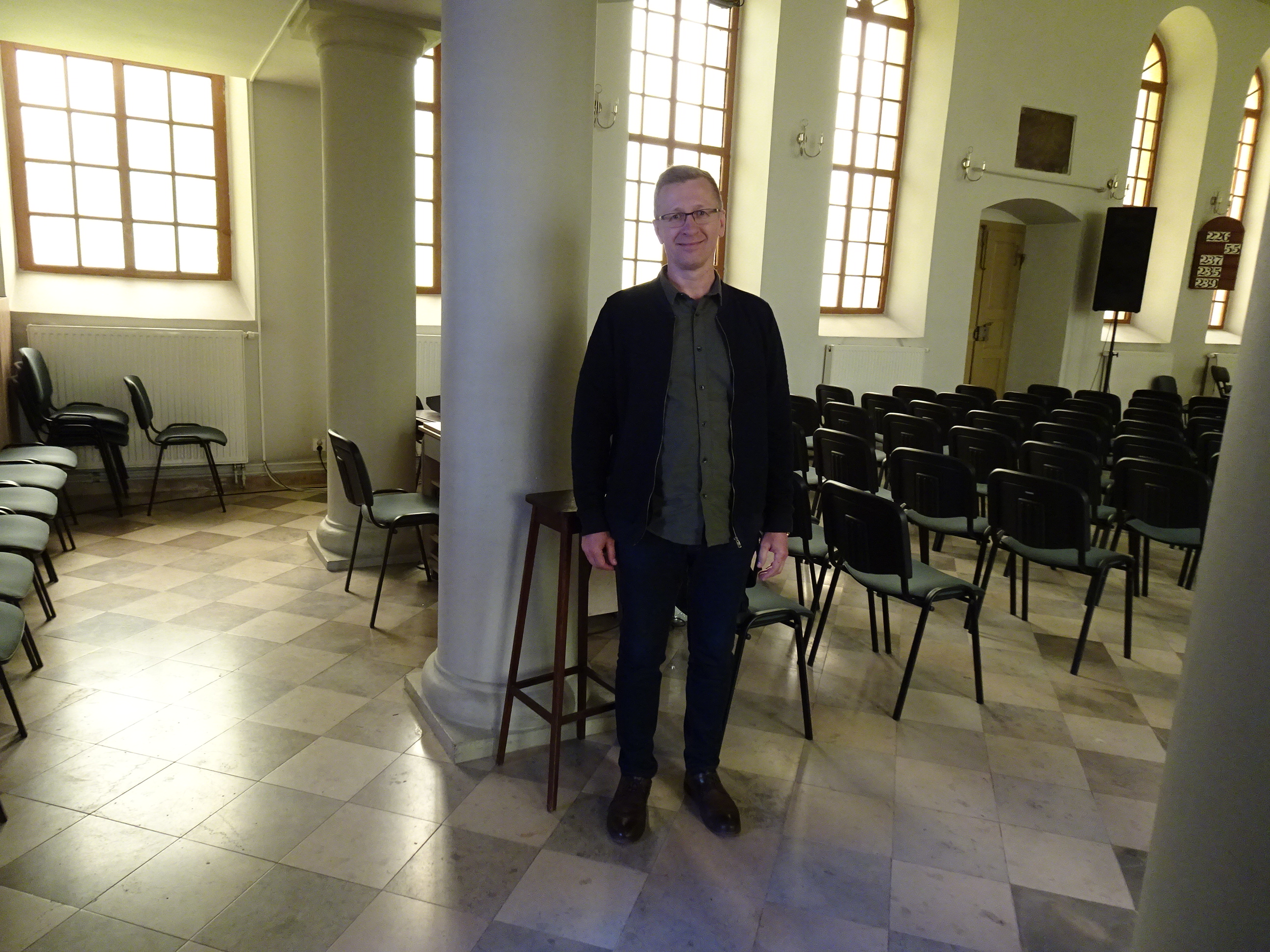
Jerzy Przeradowski (2022).

Kościół Chrześcijański „Jezus Żyje” – został zarejestrowany w 1997 roku. Założony przez Jerzego Przeradowskiego, jest ewangeliczno-charyzmatyczną chrześcijańską denominacją, bazującą na Biblii. Ten niewielki Kościół prowadzi działalność ewangelizacyjną, społeczną i charytatywną.
W 2011 roku kościół posiadał 6 zborów w: Kutnie, Połczynie Zdroju, Świebodzinie, Puławach, Krośniewicach i w Turku; dwie placówki w: Aleksandrowie Łódzkim i Sieradzu; ponadto punkty misyjne w: Zgierzu, Łasku, Łęczycy i Garwolinie. W 2011 roku kościół liczył 95 wyznawców. Kościół wydaje dwumiesięcznik „Głos Uzdrawiania”, prowadzi własną szkołę biblijną.

## Zbory
- Kutno (ul. Kilińskiego 1/1)[8]
- Sieradz (ul. Sarańska 4)[9]
- Turek (ul. Kaliska 2)[10]
- Płock (Orlen Arena Płock, Plac Celebry Papieskiej 1)[11]
  - filia w Płońsku[12]
- Krośniewice (ul. Poznańska 4)[13]
- Świebodzin (ul. Młyńska 9/1)[14]